# Tetraria pygmaea
Tetraria pygmaea är en halvgräsart som beskrevs av Margaret Rutherford Bryan Levyns. Tetraria pygmaea ingår i släktet Tetraria och familjen halvgräs. Inga underarter finns listade i Catalogue of Life.